# Mahmoud Fayad
Mahmoud Fayad (àrab: محمود فياض, Maḥmūd Fayyāḍ) (Alexandria, 9 de març de 1925 - 18 de desembre de 2002) fou un aixecador egipci que va competir durant les dècades de 1940 i 1950.
El 1948 va prendre part en els Jocs Olímpics de Londres, on guanyà la medalla d'or en la categoria del pes ploma del programa d'halterofília.
En el seu palmarès també destaquen tres medalles al Campionat del Món d'halterofília, dues d'or, el 1949 i 1950, i una de plata, el 1946.